# こわぼん
『こわぼん』（KOWABON）は、2015年10月から12月まで九州朝日放送（KBC）にて放送された日本の短編テレビアニメ作品。5分枠放送。

## 概要
『暗闇三太』に引き続きKBC×ILCAが製作する短編ホラーアニメ。ロトスコープという実写をアニメにする手法を使い、監視カメラやWebカメラ、バックモニター付カーナビ、テレビドアホン等のカメラ視点で物語が進行する。20名以上のキャストは福岡発アイドルグループLinQほか全員福岡で活動をしているアナウンサーやタレントを起用している。

## 制作
監督を務めた竹谷和真は本作を制作した理由として、「どこへ行ってもカメラで写されるのが現在の状況であり、撮影者はいいが、撮られている側のことが考慮されぬまま面白おかしく利用されている状況に疑問を抱き、ホラーと合わせようと思った。」と述べている。
撮影用のカメラの位置が限定されることもあり、竹谷をはじめとする制作陣は撮影の前後に確認や検証を重ねてリアリティのある映像を目指しつつも、不鮮明な映像を故意に入れたり、逆に通常なら必要と思われる映像をあえて撮らないということも行った。
ロトスコープでは作画アニメに見えるように意図的にコマヌキを行っており、After Effectsで人物などをポスタリゼーション（階調変更）でアニメ塗り風に編集している。
"こわぼん"というキャラクターは竹谷が実際に体験した恐ろしい出来事が基になっており、登場させた理由として、竹谷は「『世の中は自分が撮りたいものだけ見えているのではない』ということを示し、自分たちがいいように扱ってきた道具に実は扱われているというところが描きたかった」と述べている。また、手数のかかるロトスコープを採用した理由も、"こわぼん"がアニメ向きのキャラクターであることに由来している。

## キャスト
- こわぼん（#01、#03、#07、#11、#12） - 桃咲まゆ（LinQ）
- こわぼん（#02、#06、#08、#09、#10、#12） - 吉川千愛（LinQ）
- #01・紗智（声） - 原直子（LinQ）
- #01・富美乃 - 志良ふう子（LinQ）
- #02・サラリーマン、#06・警備員A（池谷（声）） - 西田たかのり
- #02・麗奈 - EMIKA
- #03・智美 - 一ノ瀬みく（LinQ）
- #04・祥子 - 髙木悠未（LinQ）
- #05・直斗 - 本山功康
- #05・慎吾 - 松本連
- #05・奈津美 - 佐藤千佳
- #05・多佳子 - RiCKA
- #06・警備員B（長谷川） - 早樋寛貴
- #07・千香 - 桜愛美（LinQ）
- #08・香織の母、#10・悟志の母 - 斉藤ふみ
- #08・保険勧誘員 - 奥田智子（KBCアナウンサー）
- #08・香織 - 今田美桜
- #08・管理人（黒田） - 江島充季
- #08・宅配員 - 野口正義
- #09・紗英（声） - 杉本ゆさ（LinQ）
- #09・珠里 - 山木彩乃（LinQ）
- #09・翔太 - 岡田涼
- #09・博貴 - 生野圭一
- #10・悟志 - 長岡大雅（KBCアナウンサー）
- #10・悟志の父 - 山下晶
- #11・大島 - 山﨑萌絵（KBCアナウンサー）
- #11・山川 - 町田雄一郎
- #12&#13・亜加梨 - 天野なつ（LinQ）
- #13・K太- 岡本啓

## スタッフ
- 監督 - 竹谷和真
- 脚本 - 熊本浩武
- 音楽 - 都啓一
- エグゼクティブプロデューサー - 笹栗哲朗、岩﨑拓矢
- プロデューサー - 香月和宏、中尾恭太、高橋奈央
- アソシエイトプロデューサー - 広瀬基樹、住吉剛英、香月浩一
- カメラマン - 金堂誠之
- 音声 - 白井淳
- 制作進行 - 小澤まに
- 音効 - 北澤亨
- 制作協力 - KBC映像
- アニメーション制作 - ILCA
- 製作 - 「こわぼん」製作委員会2015（KBC、ILCA）

### 英語版スタッフ
- ADRディレクター - ラッセル・ウェイト
- ADR制作 - Red Angel Media

## 主題歌
「アイ、スクリーミン。」
歌 - LinQ

## 放送局
| 放送期間                 | 放送時間                     | 放送局    | 対象地域 | 備考 |
| ------------------------ | ---------------------------- | --------- | -------- | ---- |
| 2015年10月3日 - 12月27日 | 日曜 1:42 - 1:47（土曜深夜） | KBCテレビ | 福岡県   |      |
| 2015年10月9日 -          | 土曜 1:55 - 2:00（金曜深夜） | tvk       | 神奈川県 |      |
| 2016年4月1日 -           | 土曜 1:35 - 1:40（金曜深夜） | KBS京都   | 京都府   |      |

| 配信期間        | 配信時間                     | 配信サイト  | 配信国・地域                                | 備考                                                    |
| --------------- | ---------------------------- | ----------- | ------------------------------------------- | ------------------------------------------------------- |
| 2015年10月3日 - | 日曜 1:42 - 1:47（土曜深夜） | bilibili    | 中国                                        |                                                         |
| 2016年9月15日   | 8:00PM（東部時間）           | Toku        | アメリカ                                    | すべてのエピソードは1時間のマラソンのように放送されます |
| 2017年11月9日   |                              | Crunchyroll | ワールドワイド（アジアおよびイタリアを除く) |                                                         |

## 展開
九州朝日放送は、他局への番組販売だけでなく、配信や商品化およびイベント開催といった二次利用に重きを置いた展開を行っており、放送後にGYAOやU-NEXT等の配信サービスにも配信を行った。

### 体験型謎ときイベント
2015年11月28、29日に『北九州ポップカルチャーフェスティバル2015』スピンオフ体験型謎ときイベント『モニタールーム こわぼん』を開催。

### 日本国外での放送
イタリアのDYNITと中国のbilibili動画と契約を結び、イタリア語・中国語の字幕が入ったバージョンが日本での放送と同時期に配信された。
アメリカのテレビチャンネル「Toku」は2016年9月15日にシリーズをリリースした。

## 反響
九州朝日放送国際事業部の永吉真実は、「ロトスコープという制作手法に興味が集まり、バイヤーからは作品を観る前から買いたいという声もあった。また、3分弱と言う手ごろな長さは動画配信では受け入れられているようで、制作発表以降色々な国から引き合いを受けている」と話した。
中国国内配信では10月期ショートアニメの中で2位の人気。30分アニメを含めても上位20位に入った。

### 評価
ライター・長谷川朋子は雑誌コンフィデンス2016年1月18日号に掲載した記事の中で、「福岡県のご当地アイドルであるLinQを起用し、実写で撮影した映像をアニメーション化した一方、制作コストを抑えるために番組の長さを最大3分にしたという『こだわりと妥協』のバランスが保たれたことと、地上波放送にこだわることなく、レベニューシェアを基本取引条件とする動画配信サイトを中心としたメディア展開を行ったのが成功した理由の一つではないか」と分析している。